# セント・ベネディクト大学とセント・ジョンズ大学

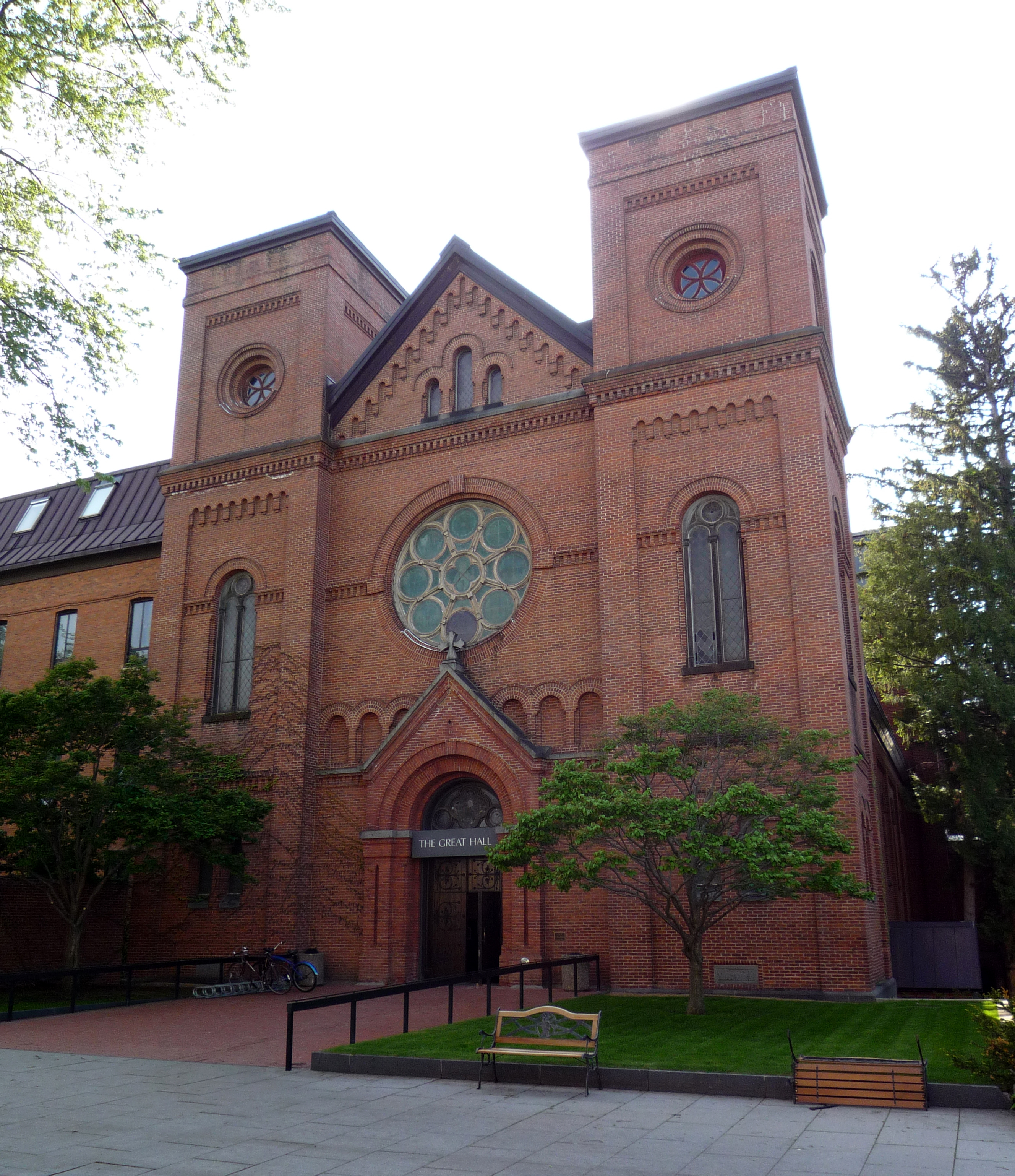
セント・ジョンズ大学のグレートホール

セント・ベネディクト大学（College of Saint Benedict、CSB、女子大）とセント・ジョンズ大学（Saint John's Universityt、SJU、男子大）とは、アメリカ合衆国ミネソタ州スターンズ郡にある大学である。共にカレッジヴィル（Collegeville）にあり、ここは「ミネアポリス・セントポール広域都市圏」に含まれるセントクラウドの近くである。

## 歴史

### セント・ジョンズ大学
セント・ジョンズ大学（略称：SJU）は1857年に、バイエルン王国のルートヴィヒ2世の支持の下、ベネディクト会がバイエルンから来て、聖ベネディクト修道院（Saint Benedict's Monastery）が設立した。このため、通常の大学コースの他に神学校もある。現在は大学院も開設されていて、修士号も付与される。
ミネソタ公共放送（Minnesota Public Radio）は1967年にこの大学から産声を上げた。

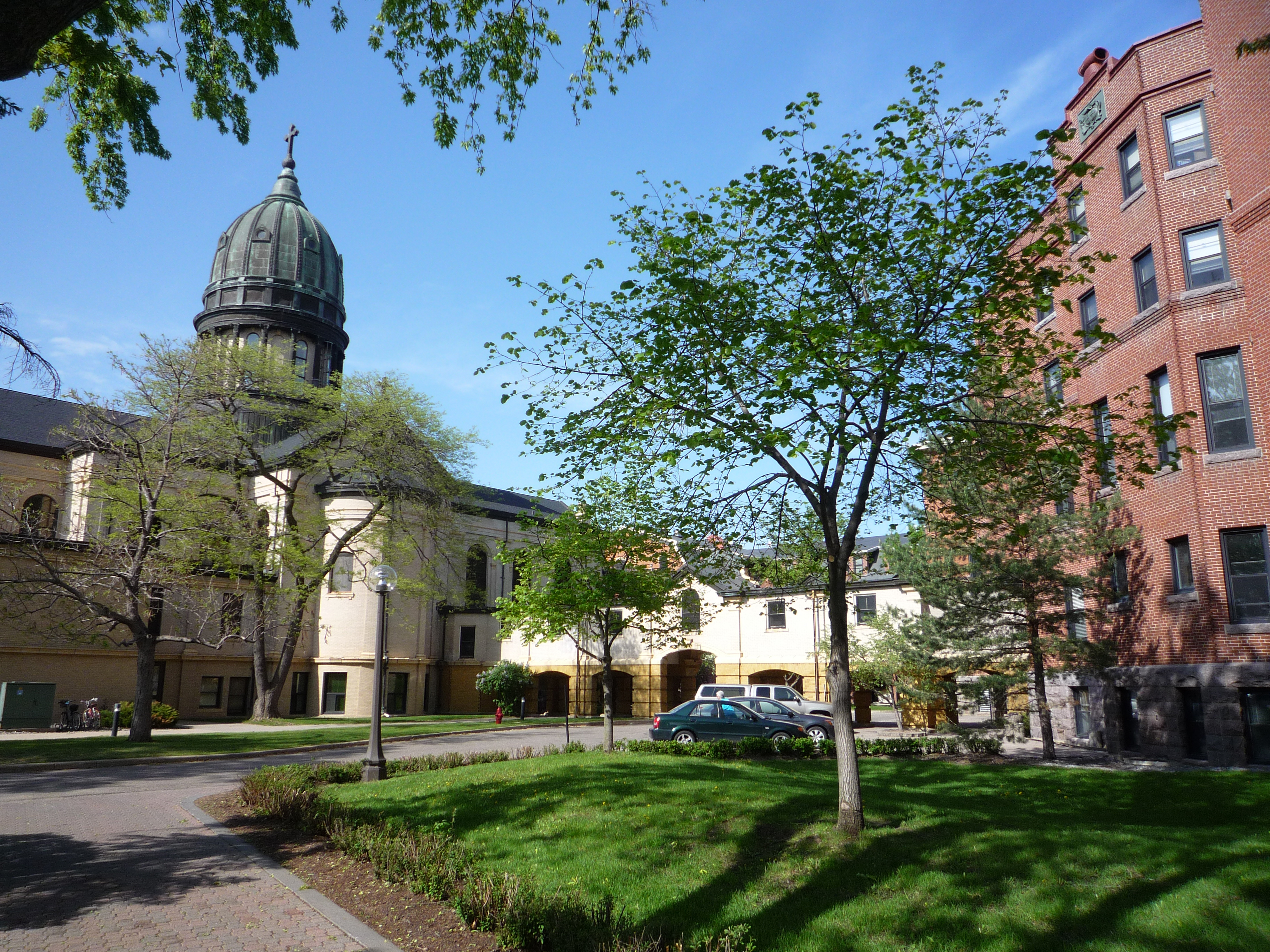
セント・ベネディクト大学のメインホール（左は聖心チャペル、中央は修道院

### セント・ベネディクト大学
セント・ベネディクト大学（略称：CSB）は4年制の大学である。これも同じく、聖ベネディクト修道院が女子の教育のために1913年に設立した聖ベネディクト・アカデミー（初年度は6人の生徒のみ）から始まり、1961年に大学となった。

### パートナーシップ
1955年に両大学で夜間コースのシェアーを始め、1961年にセント・ベネディクト大学に昇格したのを機に両大学がお互いのコースを取れるようにした。現在、4000人男女の学生が在籍していて、350人の教授の下で学んでいる。

## 著名な出身者
- キップ・クリスチャンソン、1997年：プロバスケットボール、プロレス [3]
- ポール・ナカソネ、1986年：アメリカ陸軍大将、アメリカサイバー軍の司令官、アメリカ国家安全保障局長官

## 交通
両校はミネソタ州のミネアポリスから北西のノースダコタ州の州都ビスマークへ向かう州間高速道路94号線（Interstate 94）に添っていて、ミネアポリスから約50マイルである。始めにセント・ベネディクト大学があり、約3マイル離れてセント・ジョンズ大学がある。セント・クラウドからは西へ6マイル程でセント・ベネディクト大学に達する。